# Casearia tachirensis
Casearia tachirensis är en videväxtart som beskrevs av Julian Alfred Steyermark. Casearia tachirensis ingår i släktet Casearia och familjen videväxter. Inga underarter finns listade i Catalogue of Life.